# Ошорхел
Ошорхел (рум. Oșorhel) — село у повіті Клуж в Румунії. Входить до складу комуни Бобилна.
Село розташоване на відстані 355 км на північний захід від Бухареста, 38 км на північ від Клуж-Напоки.

## Населення
За даними перепису населення 2002 року у селі проживали 113 осіб, з них 109 осіб (96,5%) румунів.
Рідною мовою назвали:
| Мова      | Кількість осіб | Відсоток |
| --------- | -------------- | -------- |
| румунська | 108            | 95,6%    |
| угорська  | 5              | 4,4%     |